# Döge
Döge là một thị trấn thuộc hạt Szabolcs-Szatmár-Bereg, Hungary. Thị trấn này có diện tích 16,54 km², dân số năm 2010 là 2124 người, mật độ 128 người/km².

## Vị trí
Nằm ở phía tây bắc của hạt Szabolcs-Szatmár-Bereg, tại Rétköz. Cách Kisvárda 2 km, Szabolcsveresmart 11 km, Komoró 7,5 km, Fényeslitke 5 km, Tuzsér 12 km.

## Lịch sử[2]
Döge từng là một khu định cư trong kỉ Árpád của Hungary. Nó được nhắc đến trong một văn bản vào năm 1284 với tên gọi Kysduge.
Vào giữa năm 1270 đến năm 1290 Dioga, sau được biết đến với tên gọi là Dough Bé và Lớn.
Vào đầu thế kỉ 14, dòng họ Várday là chủ sở hữu của khu này.
Vào nửa đầu thế kỉ 16, đó lại là dòng họ Cserney và Soós.
Giữa thế kỉ 17 và 18 có rất nhiều dòng họ sở hữu: dòng họ Esterházy, Szögyényi, Horváth, Nozdroviczky, Erős Solomon.
Vào đầu thế kỉ 20, dòng họ Elek và Ferenczy nắm giữ quyền sở hữu. Vào năm 1944, họ sở hữu Mária Jármy.
Điều tra dân số năm 1910 cho kết quả khu vực có 1725 cư dân, trong đó bao gồm 1721 người Hungary: 1330 người theo đạo Tin Lành, 262 người theo đạo Công giáo Rôma và 74 người theo đạo Công giáo Hi Lạp.
Đầu thế kỉ 20, hạt Szabolcs thuộc về tiểu vùng Kisvárda.

## Tộc người
Vào năm 2001, 96% dân cư là người Hungary và 4% còn lại là người Digan.

## Biểu tượng

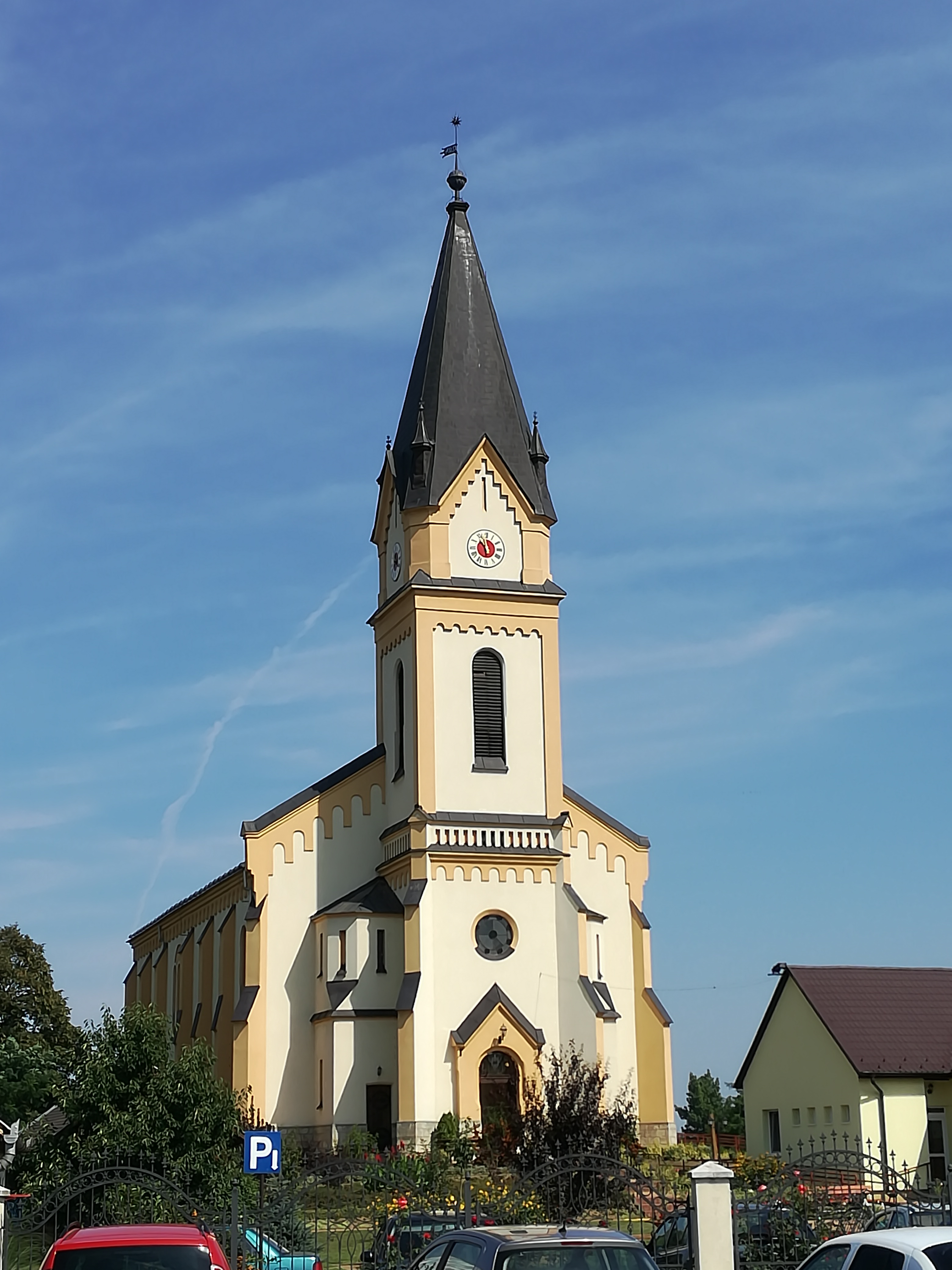
Nhà thờ Tin lành, xây dựng xong trong thế kỉ 16

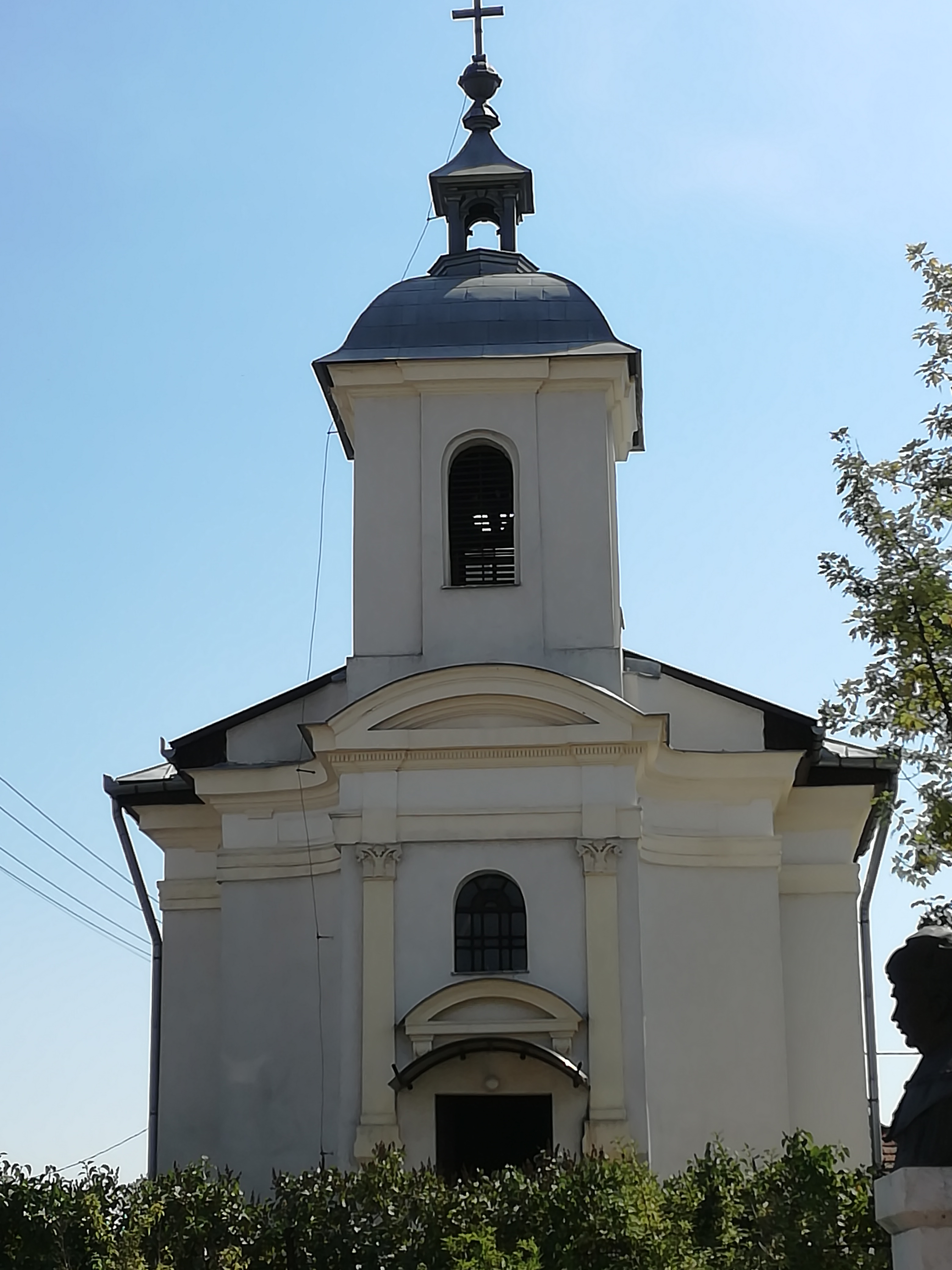
Nhà nguyện Công giáo Rôma, được xây dựng năm 1812